# Billy Cox
Billy Cox, né le 18 octobre 1941 en Virginie-Occidentale, est un bassiste américain. Il est surtout connu pour sa participation aux groupes de Jimi Hendrix créés après la séparation de The Jimi Hendrix Experience : Gypsy Sun & Rainbows, Band of Gypsys ainsi que Hendrix/Cox/Mitchell.

## Biographie
Il est le dernier survivant des membres des groupes phares de Jimi Hendrix.

## Discographie
- Jimi Hendrix
  - Band of Gypsys (avril 1970, le seul publié du vivant de Hendrix)
  - The Cry of Love (1971)
  - Rainbow Bridge - Original Motion Picture Sound Track (1971)
  - Isle of Wight (1971) : concert du 30 août 1970
  - Hendrix in the West (1972) : constitué de différents concerts
  - War Heroes (1972)
  - Loose Ends (1973)
  - The Jimi Hendrix Concerts (1982) : constitué de différents concerts
  - Variations on a Theme: Red House (1989)
  - Live and Unreleased: The Radio Show (1989)
  - Live Isle of Wight '70 (1991) : concert du 30 août 1970
  - Stages - Atlanta 70  (1991) : concert du 4 juillet 1970
  - Blues (1994)
  - Jimi Hendrix : Woodstock (1994) : concert du 18 août 1969
  - Voodoo Soup (1995)
  - First Rays of the New Rising Sun (1997)
  - South Saturn Delta (1997)
  - Live at the Fillmore East (1999) : issu des concerts des 31 décembre 1969 et 1er janvier 1970
  - Live at Woodstock (1999) : concert du 18 août 1969
  - Merry Christmas and Happy New Year (1999)
  - Morning Symphony Ideas (2000)
  - The Jimi Hendrix Experience Box Set (2000)
  - Blue Wild Angel: Live at the Isle of Wight (2002) : concert du 30 août 1970
  - The Baggy's Rehearsal Sessions (2002)
  - Martin Scorsese Presents The Blues (2003)
  - Live at Berkeley (2003) : second concert du 30 mai 1970
  - Live at the Isle of Fehmarn (2005) : concert du 6 septembre 1970 (le dernier du trio Hendrix/Cox/Mitchell)
  - Burning Desire (2006)
- Billy Cox's Nitro Function
  - Nitro Function (1972)
- Billy Cox & Buddy Miles
  - The Band of Gypsys Return (2006)